# Jungleland USA
Jungleland USA era um zoológico particular, centro de treinamento de animais e parque temático de animais em Thousand Oaks, Califórnia, Estados Unidos, no local atual do Thousand Oaks Civic Arts Plaza. No seu auge, a instalação abrangia 170 acres.

## História
Louis Goebel criou o Jungleland em 1926 como uma instalação de apoio para Hollywood. Ele trabalhava na Universal Studios quando o estúdio decidiu fechar seu centro de recreação para animais. Cinco dos leões do Universal Studio formaram o núcleo da coleção de Goebel. A instalação foi originalmente chamada de Goebel's Lion Farm (em português: Fazenda de Leões de Goebel) e depois Goebel's Wild Animal (Em português: Fazenda de Animais Selvagens de Goebel). Logo, uma grande variedade de animais exóticos foi obtida, treinada e alugada para os estúdios para uso em filmes. A instalação mais tarde se tornou um parque temático, aberto ao público em 1929.
 
Shows de animais selvagens divertiam milhares de pessoas nas décadas de 1940 e 1950. Mabel Stark, a "domadora de leões", foi apresentada nesses shows; ela também atuou como dublê de Mae West nas cenas de domação de leões no filme I'm No Angel de 1933. Os moradores do zoológico incluíam Leo, o Leão, mascote do estúdio Metro-Goldwyn-Mayer; Mister Ed, o cavalo falante do programa de televisão de mesmo nome; Bimbo, o elefante da série de televisão Circus Boy; e Tamba, o chimpanzé, apresentado nos filmes e séries de televisão Jungle Jim.
Muitas produções de TV e cinema usaram os animais treinados do parque, e muitas produções foram filmadas lá, incluindo O Nascimento de uma Nação, O Fugitivo, Tarzan, o Homem Macaco,  Doutor Dolittle, e As Aventuras de Robin Hood. Também foi destaque em um episódio do programa de televisão Route 66 (Temporada 2, Episódio 31, "Hell Is Empty, All The Devils Are Here").
O parque ganhou as manchetes em 1966, quando um leão macho no complexo chamado Sammy atacou Zoltán Hargitay, o filho mais novo dos atores Mickey Hargitay e Jayne Mansfield. Um incêndio num celeiro em 1940 matou 12 animais, incluindo tigres, camelos e elefantes.
O Jungleland fechou em outubro de 1969, devido à concorrência de outros parques de diversão do sul da Califórnia e porque a instalação "não se misturava" ao caráter cada vez mais urbano de Thousand Oaks. A empresa proprietária das instalações declarou falência e vendeu todos os bens móveis em leilão: animais, edifícios, camiões, mobiliário e material. Goebel manteve a propriedade do terreno, que acabou sendo vendido à cidade para criar o Civic Arts Plaza e outros empreendimentos.